# Red de Carreteras Transafricanas

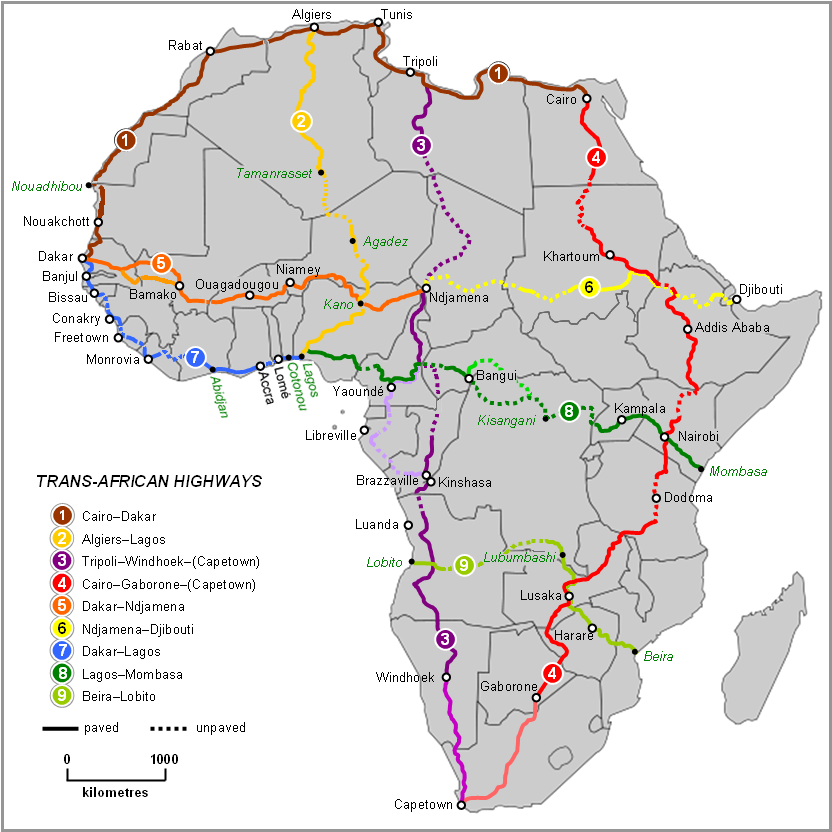

La Red de Carreteras Transafricanas es un conjunto de proyectos carreteros transcontinentales en África que están siendo desarrollados por la Comisión Económica de las Naciones Unidas para África (UNECA), el Banco Africano de Desarrollo, y la Unión Africana en conjunto con comunidades internacionales regionales, como la Unión del Magreb Árabe, la Comunidad Económica de los Estados de África Occidental y la Comunidad de Desarrollo de África Austral. Estos actores buscan promover el comercio y disminuir la pobreza en África mediante el desarrollo de infraestructura carretera y la administración de corredores comerciales interafricanos. El largo total de las nueve carreteras comprendidas en la red es de 56.683 km.

## Características globales de la red

### Países que atraviesa
La red como está planeada (ver mapa) conecta todas las naciones del continente africano, con las excepciones de Ruanda, Burundi, Eritrea, Somalia, Guinea Ecuatorial (Río Muni), Malaui, Lesoto y Suazilandia. De estos países, Malawi, Lesotho y Suazilandia cuentan con caminos pavimentados que enlazan a la red.

### Enlaces faltantes
Más de la mitad de la red está pavimentada, pero la manutención de los caminos es un problema en la mayor parte de esta. Hay numerosos "enlaces faltantes" en la red donde el trazado se hace impasable tras las lluvias o sumamente peligroso debido a las rocas y tormentas de arena. Como resultado de esto, de las cinco grandes regiones del continente — Norte, Occidente, Centro, Oriente y Sur de África — el viaje por la carretera sin importar las condiciones del tiempo es solo relativamente fácil entre el Oriente y el Sur. 
Mientras que África del Norte y África Occidental pronto serán conectadas cruzando el Sahara cuando los últimos enlaces cortos faltantes sean pavimentados, la principal deficiencia de la red es que no existen carreteras pavimentadas en África Central. Las características del terreno, la presencia de selvas y el clima de África Central, particularmente en las cuencas del Río Congo y de los ríos Ubangui, Sangha y Sanaga, presentan formidables obstáculos para los ingenieros. 

## Descripción de las carreteras en la red
Nueve carreteras han sido diseñadas, en una grilla de seis rutas principales este-oeste y tres rutas principales norte-sur. 

### Rutas este-oeste
De norte a sur, las rutas este-oeste son:
- Carretera Transafricana 1 (TAH 1), Carretera Cairo-Dakar, 8.636 km: ruta principalmente costera a lo largo del litoral mediterráneo del Norte de África, continuando por el litoral atlántico del Noroeste de África, sustancialmente completa excepto en Mauritania, con un enlace faltante entre Nuakchot y Nuadibú donde es actualmente solo un tramo de desierto. La TAH 1 se une con la TAH 7 para formar una ruta adicional norte-sur alrededor del extremo occidental del continente.

- Carretera Transafricana 5 (TAH 5), Carretera Dakar-Yamena, 4.496 km, también conocida como Carretera Transaheliana, enlaza a los países de África Occidental del Sahel. Tiene cerca de un 80% de compleción.

- Carretera Transafricana 6 (TAH 6), Carretera Yamena-Yibuti, 4.219 km: contigua a la TAH 5, continuando a través de la región este del Sahel hacia el puerto de Yibuti en el océano Índico.

- Carretera Transafricana 7 (TAH 7), Carretera Dakar-Lagos, 4.010 km: también conocida como Carretera Costera de África Occidental, completada en alrededor de un 80%. Se une con la TAH 1 para formar una ruta adicional norte-sur alrededor del extremo occidental del continente.

- Carretera Transafricana 8 (TAH 8), Carretera Lagos-Mombasa, 6.259 km: contigua a la TAH 7, con la cual forma un cruce este-oeste de 10.269 km del continente africano. La mitad oriental de la TAH 8 está completa a través de Kenia y Uganda. Su extremo occidental en Nigeria, Camerún y la República Centroafricana está en su mayoría completo, aunque existe un largo enlace faltante en la República Democrática del Congo.

- Carretera Transafricana 9 (TAH 9), Carretera Beira-Lobito, 3.523 km: sustancialmente completa excepto en su mitad oriental, aunque en la mitad occidental entre Angola y la República Democrática del Congo requiere reconstrucción.

### Rutas norte-sur
De oeste a este, estas son:
- Carretera Transafricana 2 (TAH 2), Carretera Argel-Lagos, 4.504 km: más conocida como Carretera Transahariana; sustancialmente completa, solo 200 km del tramo por el desierto se mantiene sin pavimentar.

- Carretera Transafricana 3 (TAH 3), Carretera Trípoli-Ciudad del Cabo, 10.808 km: esta ruta tiene la mayoría de los enlaces faltantes de la red, solo está pavimentada en los tramos nacionales en Libia, Camerún, Angola, Namibia y Sudáfrica.

- Carretera Transafricana 4 (TAH 4), Carretera Cairo-Ciudad del Cabo, 10.228 km: la mitad sur de esta ruta está completa pero requiere construcción en el norte de Sudán, en el noroeste de Etiopía y en el norte de Kenia. Un ferry cruza el lago Nasser, frontera entre Egipto y Sudán.